# Božena Bobáková
Božena Bobáková (Vámos, 1929. szeptember 4. – 2020. október 21.) szlovák író.

## Élete, munkássága
A besztercebányai és a breznóbányai gimnáziumában tanult, 1947-ben végzett. Az 1950-es évek közepe óta dolgozott prózaműveken. 1978-ban távoktatásban  szlovák és német nyelvet tanult a besztercebányai Bél Mátyás Egyetem Oktatási Karán. 1960-tól német nyelvet tanított a breznóbányai Ipari Középiskolában, majd 1978 óta az ifjúsági otthonban oktatóként dolgozott. 1983-ban nyugállományba vonult.

## Művei
- Biela dcéra (1973) Fehér lány
- Samostatná žena (1978) A független nő
- Balada o horách (1995) A hegyek balladája[3]
- Ochutnávka (1997) Kóstoló
- Sóla hlások (2003) Csak hangok

## Fordítás
- Ez a szócikk részben vagy egészben  a   Božena Bobáková című szlovák Wikipédia-szócikk ezen változatának fordításán alapul.  Az eredeti cikk szerkesztőit annak laptörténete sorolja fel. Ez a jelzés csupán a megfogalmazás eredetét és a szerzői jogokat jelzi, nem szolgál a cikkben szereplő információk forrásmegjelöléseként.